# Sulcusuchus erraini
Il sulcusuco (Sulcusuchus erraini) è un rettile marino estinto, appartenente ai plesiosauri. Visse nel Cretaceo superiore (Maastrichtiano, circa 70 milioni di anni fa) e i suoi resti sono stati ritrovati in Argentina.

## Descrizione
Questo rettile marino è conosciuto per alcuni fossili frammentari, comprendenti parte di un rostro (l'olotipo) e parte di un cranio e di una mandibola. Nonostante i fossili siano scarsi, è stato possibile ipotizzare l'aspetto di Sulcusuchus grazie al raffronto con fossili più completi di forme simili, come Dolichorhynchops e Trinacromerum. Sulcusuchus, come tutti i plesiosauri, doveva possedere un corpo compatto e relativamente piatto, con quattro zampe trasformate in strutture simili a pinne. Il cranio era molto allungato, ancor più che nei suoi parenti stretti, e possedeva ossa pterigoidi fuse insieme. Mascella e mandibola erano dotate di profonde scanalature. L'animale in vita doveva essere lungo circa 3-4 metri.

## Classificazione
Descritto per la prima volta nel 1990 (Gasparini & Spalletti) sulla base di un frammento di rostro proveniente dalla formazione Coli Toro risalente al Maastrichtiano, nella provincia di Río Negro (Argentina), questo rettile marino venne inizialmente attribuito ai coccodrilli dirosauridi a causa dell'estrema frammentarietà del reperto. Successivamente, altri resti provenienti dalla formazione La Colonia (provincia di Chubut) di età comparabile alla precedente (Gasparini & de la Fuente, 2000) permisero di riconoscere Sulcusuchus come un rappresentante dei policotilidi, un gruppo di plesiosauri di piccole dimensioni e dotati di collo corto e testa allungata. In particolare, Sulcusuchus potrebbe essere stato uno dei policotilidi più derivati ("evoluti"), simile al nordamericano Dolichorhynchops ma dotato di un muso più lungo e di spazi più corti tra gli alveoli dei denti. Il nome significa "coccodrillo dai solchi", con riferimento ai profondi solchi sulla superficie del rostro.

## Paleobiologia
Uno studio (O'Gorman e Gasparini, 2013) ha ipotizzato che i profondi e larghi solchi presenti su mascella e mandibola di Sulcusuchus ospitassero delle ghiandole orali, ma non è chiaro il ruolo biologico di queste eventuali ghiandole. Un'altra ipotesi è che vi fossero delle speciali strutture elettrorecettive, che avrebbero permesso all'animale di percepire cibo nel substrato soffice. Queste strutture si rinvengono in animali analoghi odierni, come i delfini.